# Tablice nawigacyjne
Tablice nawigacyjne – wydany w formie książkowej zestaw różnych tabel używanych do rozwiązywania praktycznych zadań z astronawigacji, nawigacji, meteorologii i dewiacji, przeznaczony głównie do użytku na statkach morskich.
Wśród tablic są np. zasięg widoczności horyzontalnej, poprawki do żeglugi po ortodromie, odległości trawersowe, tabele czas/prędkość/droga, tabele ułatwiające obliczanie stanu pływu, poprawki do wysokości ciał niebieskich, poprawki żyrokompasu i inne.